# جوستوس هيكر
جوستوس هيكر (بالألمانية: Justus Hecker)‏ هو عالم أمراض وطبيب وأستاذ جامعي ألماني، ولد في 1795 في إرفورت في ألمانيا، وتوفي في 1850 في برلين في ألمانيا.